# 坂元弥太郎
坂元 弥太郎（さかもと やたろう、1982年5月24日 - ）は、埼玉県蕨市出身の元プロ野球選手（投手）。右投右打。2010年の登録名は「弥太郎」。

## 経歴

### プロ入り前
広島県広島市で男ばかり四人兄弟の第二子として生まれ、父親の転勤で、小学校入学直前に埼玉県蕨市に転居した。埼玉県川口市で育つ。中学卒業直前に実母が胃癌で死去。
浦和学院高校へ進学し、1年生の夏からベンチ入りする。2年生の夏からエースナンバーを背負うが、当時は公式戦や練習試合でも打ち込まれることが多く、選抜出場を目指して迎えた秋季大会でも早々に敗退した。
3年時（2000年）は春季大会で埼玉栄高校に打ち込まれ敗退したが、夏季大会までに急成長を遂げ夏の甲子園に出場。埼玉県大会決勝では中里篤史を擁して優勝候補筆頭だった春日部共栄高校をサヨナラ勝ちで降した。なお、サヨナラ打となった中前安打で本塁を陥れたのは坂元で、非凡な走塁も見せている。
甲子園でも滋賀県立八幡商業高校戦で1試合19奪三振を達成し、第28回全国中等学校優勝野球大会で浪華商の平古場昭二が達成して以来、56年ぶりのタイ記録を記録した。2回戦で香月良太擁する福岡県代表の柳川高校に立ち上がりを攻められ、5-1で敗れたが、それでも16奪三振という投球を見せた。同年秋、ドラフト4位でヤクルトスワローズに指名され入団した。背番号は63。

### ヤクルト時代
2001年（1年目）は二軍で先発投手として起用され、6勝6敗・防御率3.15の成績を残したが、一軍登板はならなかった。
2002年は開幕を一軍で迎え、4月3日に一軍初登板。中継ぎで好投を続け、5月12日には初先発の座を勝ち取る。5月24日にプロ初勝利を記録、奇しくも同日は坂元自身の誕生日であった。その後は勝ち運に恵まれず、最終的には3勝9敗という結果に終わったものの、100奪三振・防御率3.68の好成績を残した。第15回IBAFインターコンチネンタルカップ日本代表に選出された。なお、6月13日の対読売ジャイアンツ戦では、8回一死まで無安打に抑えながら元木大介に本塁打を打たれてノーヒットノーランを逃した。なお、9月12日の阪神タイガース戦で先発登板に関しては、本来山部太が先発予定だった所、手違いから翌日登板予定の坂元の先発登板が告げられ、急遽登板することになったものであった。
2003年は背番号を11に変更したが、不振に陥った。オフに浦和学院高校の一期後輩の一般人女性（西武ライオンズ時代に同僚となる平尾博嗣の従姉妹にあたる女性）と結婚した。
2004年も一軍定着はできなかった。2005年は開幕一軍入りを果たしたが、4月半ばに右肩痛により一軍登録を抹消。8月には足首の手術を行っている。
2006年に背番号を45に変更。主に中継ぎで一軍30試合、二軍25試合に登板する。8月18日の対阪神戦では先発登板したものの8失点と乱れ2回途中で降板し、翌日には二軍降格を命じられた。
2007年は開幕から二軍で主に抑えとして好投。これが評価され8月3日に約1年ぶりに一軍に昇格。しかし一軍では結果を残すことができず、程無くして二軍に降格した。その後も二軍で抑えを務め続け、45試合で防御率2.03、イースタン・リーグ新記録となる18セーブを記録し最多セーブ投手のタイトルを獲得した。

### 日本ハム時代
2008年1月18日に、川島慶三・橋本義隆・押本健彦とのトレードで、藤井秀悟・三木肇と共に北海道日本ハムファイターズへ移籍することが発表された。背番号は30。春季キャンプからオープン戦にかけて好調を維持し、開幕一軍入りを果たした。開幕2試合目の3月22日、対千葉ロッテマリーンズ2回戦の7回表、同点の場面で移籍後初登板したが敗戦投手となる。しかし以後は立ち直り、主に負けている状態で試合を建て直す役割を与えられ、シーズン自己最多を上回る6勝を記録した。

### 横浜時代
2009年11月26日に加藤武治・松家卓弘・関口雄大との交換トレードで、稲田直人・松山傑と共に横浜ベイスターズへ移籍。移籍後は登録名を「弥太郎」に変更した。背番号は13。
2010年は、9月10日の対中日ドラゴンズ戦で和田一浩を打席に迎えた時、捕手武山真吾が立ち上がって故意四球を要求するもストライクボールを投球。和田や武山を驚かせた。中継ぎで29試合に登板。1勝1敗5ホールド・防御率3.03の成績に終わった。

### 西武時代
2011年1月20日、大沼幸二とのトレードで埼玉西武ライオンズに移籍した。移籍を期に登録名を本名（坂元弥太郎(Y.SAKAMOTO)）に戻し、背番号は37。5月9日に一軍昇格を果たすと5月14日に移籍後初ホールドを記録した。16試合の登板で1ホールドだった。
2012年は一軍登板はなかった。
2013年は11試合の登板で2敗2ホールドに終わり、10月2日に球団より戦力外通告を受ける。12月13日に同年限りで現役を引退することが分かった。

### 現役引退後
知人を介して、株式会社アスリートプランニングの山崎代表（現：グリットグループホールディングス株式会社）と知り合い同社に入社。2015年5月には、同社の新規事業として、「ベースボールワールド」というスクールの開校、専属コーチに就任。
その一方で、2013年に設立された埼玉県のクラブチーム・新波で、選手兼任コーチとしてもプレーを続けていた。

## 人物
前述のように2003年オフに結婚し、現在は女児2人の父親である。相手の女性は2011年シーズンより同僚となった平尾博嗣の従妹であり、両者は姻戚関係にある。
名前の由来は三菱財閥の創始者岩崎弥太郎。
学生時代から不器用であることを自認していたため、プロ入り後は、試合や練習の当日に朝のランニングを欠かさなかった。さらに、一軍へ定着してからは、自身の意思で練習の2時間前に球場入り。練習までの時間を、自主トレーニングや身体のケアに充てた。現役を退いてからは、このような経験を踏まえて、「練習を続けることへの意識付け」を重視しながら小中学生に野球を教えている。坂元自身も、「野球の巧くない子が少しだけ巧くなるのではなく、地道に何年も練習を続けながら、徐々にレベルを上げられるように指導したい」と述べている。

## 詳細情報

### 年度別投手成績
| 年 度      | 球 団      | 登 板 | 先 発 | 完 投 | 完 封 | 無 四 球 | 勝 利 | 敗 戦 | セ 丨 ブ | ホ 丨 ル ド | 勝 率 | 打 者 | 投 球 回 | 被 安 打 | 被 本 塁 打 | 与 四 球 | 敬 遠 | 与 死 球 | 奪 三 振 | 暴 投 | ボ 丨 ク | 失 点 | 自 責 点 | 防 御 率 | W H I P |
| ---------- | ---------- | ----- | ----- | ----- | ----- | -------- | ----- | ----- | -------- | ----------- | ----- | ----- | -------- | -------- | ----------- | -------- | ----- | -------- | -------- | ----- | -------- | ----- | -------- | -------- | ------- |
| 2002       | ヤクルト   | 29    | 18    | 1     | 1     | 0        | 3     | 9     | 0        | --          | .250  | 444   | 107.2    | 93       | 14          | 28       | 1     | 6        | 100      | 4     | 0        | 49    | 44       | 3.68     | 1.12    |
| 2003       | ヤクルト   | 32    | 5     | 0     | 0     | 0        | 4     | 1     | 0        | --          | .800  | 247   | 54.0     | 71       | 14          | 19       | 2     | 1        | 44       | 1     | 0        | 40    | 36       | 6.00     | 1.67    |
| 2004       | ヤクルト   | 34    | 1     | 0     | 0     | 0        | 4     | 2     | 0        | --          | .667  | 215   | 49.0     | 49       | 5           | 22       | 1     | 2        | 42       | 5     | 0        | 24    | 24       | 4.41     | 1.45    |
| 2005       | ヤクルト   | 5     | 1     | 0     | 0     | 0        | 1     | 2     | 0        | 0           | .333  | 46    | 10.0     | 14       | 2           | 3        | 0     | 1        | 7        | 1     | 0        | 10    | 10       | 9.00     | 1.70    |
| 2006       | ヤクルト   | 30    | 1     | 0     | 0     | 0        | 0     | 0     | 0        | 1           | ----  | 149   | 34.1     | 33       | 3           | 14       | 1     | 1        | 35       | 6     | 0        | 21    | 19       | 4.98     | 1.37    |
| 2007       | ヤクルト   | 2     | 0     | 0     | 0     | 0        | 0     | 0     | 0        | 0           | ----  | 7     | 1.0      | 2        | 1           | 2        | 0     | 0        | 2        | 0     | 0        | 1     | 1        | 9.00     | 4.00    |
| 2008       | 日本ハム   | 31    | 0     | 0     | 0     | 0        | 6     | 1     | 0        | 2           | .857  | 211   | 51.0     | 41       | 4           | 18       | 1     | 5        | 35       | 4     | 0        | 18    | 18       | 3.18     | 1.16    |
| 2009       | 日本ハム   | 19    | 1     | 0     | 0     | 0        | 0     | 2     | 0        | 2           | .000  | 133   | 28.2     | 37       | 3           | 13       | 2     | 3        | 11       | 0     | 1        | 19    | 19       | 5.97     | 1.74    |
| 2010       | 横浜       | 29    | 0     | 0     | 0     | 0        | 1     | 1     | 0        | 5           | .500  | 139   | 32.2     | 36       | 2           | 12       | 1     | 1        | 16       | 1     | 0        | 11    | 11       | 3.03     | 1.47    |
| 2011       | 西武       | 16    | 0     | 0     | 0     | 0        | 0     | 0     | 0        | 1           | ----  | 98    | 22.0     | 24       | 3           | 9        | 0     | 0        | 12       | 0     | 1        | 11    | 6        | 2.45     | 1.50    |
| 2013       | 西武       | 11    | 0     | 0     | 0     | 0        | 0     | 2     | 0        | 2           | .000  | 77    | 17.1     | 15       | 1           | 11       | 1     | 0        | 14       | 2     | 0        | 11    | 10       | 5.19     | 1.50    |
| 通算：11年 | 通算：11年 | 238   | 27    | 1     | 1     | 0        | 19    | 20    | 0        | 13          | .487  | 1766  | 407.2    | 415      | 52          | 151      | 10    | 20       | 318      | 24    | 2        | 215   | 198      | 4.37     | 1.39    |

### 記録
投手記録
- 初登板：2002年4月3日、対広島東洋カープ2回戦（明治神宮野球場）、12回表に8番手で救援登板・完了、1回1失点で敗戦投手
- 初奪三振：2002年4月9日、対読売ジャイアンツ1回戦（東京ドーム）、6回裏2死に清原和博から空振り三振
- 初先発：2002年5月12日、対広島東洋カープ8回戦（長崎ビッグNスタジアム）、6回無失点
- 初勝利・初先発勝利：2002年5月24日、対横浜ベイスターズ6回戦（明治神宮野球場）、7回2/3を1失点
- 初完投勝利・初完封勝利：2002年9月18日、対広島東洋カープ22回戦（明治神宮野球場）
- 初ホールド：2006年8月6日、対中日ドラゴンズ11回戦（明治神宮野球場）、6回表に2番手として救援登板、1回無失点
- 初登板で対戦した第一打者に被本塁打：上記の「初登板」の項を参照、12回表無死に野村謙二郎に右越決勝ソロ ※史上49人目（セ・リーグ21人目）

打撃記録
- 初安打：2002年9月12日、対阪神タイガース27回戦（明治神宮野球場）、5回裏に藤田太陽から左前安打

### 背番号
- 63 （2001年 - 2002年）
- 11 （2003年 - 2005年）
- 45 （2006年 - 2007年）
- 30 （2008年 - 2009年）
- 13 （2010年）
- 37 （2011年 - 2013年）

### 登録名
- 坂元 弥太郎 （さかもと やたろう、2001年 - 2009年、2011年 - 2013年）
- 弥太郎 （やたろう、2010年）